# Ziziphus cambodiana
Ziziphus cambodiana, conocida comúnmente en camboyano: អង្គ្រង, romanizado: angkrong, es una especie de planta acuática de la familia Rhamnaceae. 

## Distribución
El área de distribución nativa de esta especie se extiende en la península de Indochina, en países como Camboya, Laos, Tailandia y Vietnam.

## Taxonomía
Ziziphus cambodiana fue descrita por Jean Baptiste Louis Pierre y publicada en Flore Forestière de la Cochinchine, Fasc. 20 t. 315a, en 1894.

#### Etimología
Véase: Ziziphus
cambodiana: epíteto geográfico que alude a su localización en Camboya.